# Pygora raharizoninai
Pygora raharizoninai är en skalbaggsart som beskrevs av Renaud Maurice Adrien Paulian 1994. Pygora raharizoninai ingår i släktet Pygora och familjen Cetoniidae. Inga underarter finns listade i Catalogue of Life.